# Vanderlei de Lima
Vanderlei Cordeiro de Lima (Cruzeiro do Oeste, Paranà; 11 d'agost de 1969), més conegut com a Vanderlei de Lima, és un corredor de marató brasiler. De Lima va guanyar la medalla de bronze als Jocs Olímpics d'Estiu 2004 a Atenes i va ser condecorat amb la medalla Pierre de Coubertin a l'esportivitat.

## Biografia
Vanderlei Cordeiro de Lima va néixer a la ciutat de Cruzeiro do Oeste (Paraná, Brasil). en el sí d'una família de retirantes (migrants de la regió nord-est del Brasil cap als estats del sud i sud-est). Als vuit anys, Vanderlei començava a treballar amb el seu pare, José Cordeiro de Lima, com a jornaler (bóia-fria) en la recol·lecció de canya de sucre i cafè prop del seu poble. Segons Vanderlei, que mai no ha intentat amagar el seu origen humil, els diners que guanyaven eren a prou penes eren suficients per comprar arròs i fesols, que eren els aliments fonamentals de menjar brasiler. Lima sovint ha expressat que, lluitant per vèncer les dificultats de la seva vida, estava preparant per ser un bon atleta de marató.
Lima és un corredor de marató experimentat que ha guanyat esdeveniments importants, com la marató a de 2003 dels Jocs Pan-Americans, la Marató d'Hamburg i la Marató São Paulo. Acabà 41è a la marató d'Atlanta 1996 i no participà en la marató de Sidney 2000.

## Incident a Atenes 2004
El 29 d'agost de 2004 a Atenes, Grècia, Lima perseguia el somni de convertir-se en el primer brasiler a guanyar una medalla d'or olímpica en la cursa de marató masculina. Prop del quilòmetre 35, un espectador va sortir de la multitud i va empènyer Lima fora del traçat de la cursa. En aquell moment, Lima tenia una avantatge de 25 segons aproximadament. L'agressió va fer perdre a Lima aproximadament 15-20 segons encara que és impossible calcular quanta energia va perdre per culpa de l'incident. Poc després d'aquell moment, Lima era passat pel corredor italià Stefano Baldini i per l'estatunidenc Meb Keflezighi. Lima acabaria tercer a la cursa amb un temps de 2h i 12 minuts, guanyant la medalla de bronze.
L'espectador va resultar ser Cornelius Horan, un sacerdot catòlic irlandès. Horan també havia interromput altres esdeveniments esportius, com el Gran Premi de Gran Bretanya del 2003. Vanderlei va ser ajudat per un ciutadà grec, Polyvios Kossivas, que estava mirant la cursa. Kossivas sotmetia Horan i ajudava Vanderlei a aixecar-se. La Federació Brasilera, a través del seu president Roberto Gesta de Melo, va fer una apel·lació en benefici de Lima, però fou rebutjada.
Al tancament de l'esdeveniment, el Comitè Olímpic Internacional atorgava a Lima amb la medalla Pierre de Coubertin per l'esportivitat exhibida per l'atleta, que tot i perdre la cursa en aquesta situació, va entrar a l'Estadi Panathinaikó fent una dansa de victòria en els darrers segons de la cursa. La medalla es presentava oficialment a Vanderlei de Lima el 7 de desembre de 2004, a Rio de Janeiro, durant una cerimònia formal organitzada pel Comitè Olímpic del Brasil.
L'1 de juliol de 2005, el jugador de vòlei platja Emanuel Rego, medalla d'or a Atenes 2004, donava la seva medalla Vanderlei en un programa de televisió. Profundament emocionat, Vanderlei va rebutjar-la i va dir: «No puc acceptar la medalla, Emanuel. Sóc feliç amb el meu bronze, és bronze però significa or».

## Homenatges posteriors

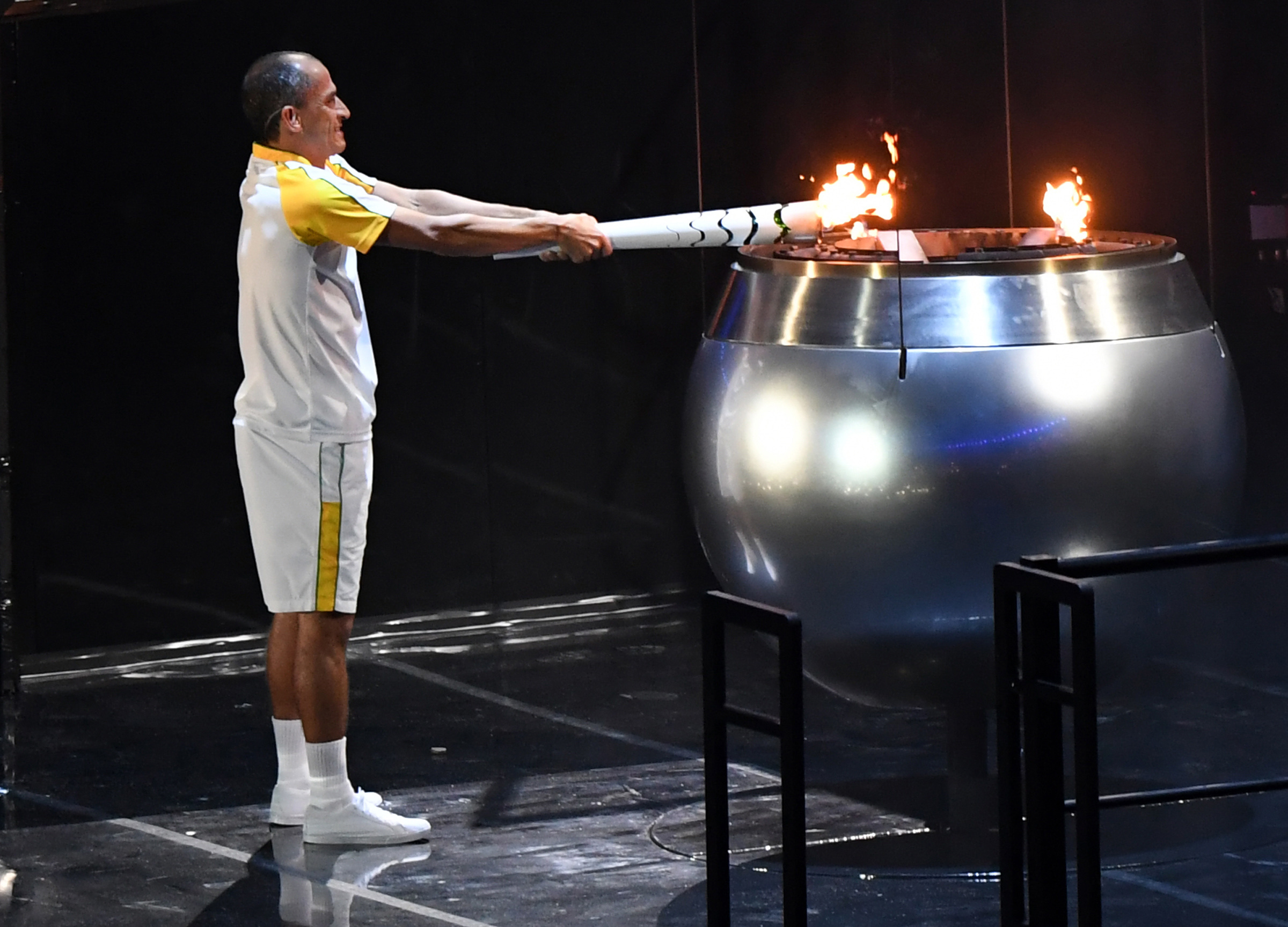
A Rio 2016, Lima va portar el darrer relleu de la flama olímpica i va encendre el peveter a Maracaná.

El 2005, l'atleta va ser admès pel govern brasiler a l'Orde del Mèrit Militar al març, amb el rang de Cavaller Especial; i a l'Orde de Rio Branco, amb rang d'Oficial Suplementari. El 2014, va rebre el Trofeu Adhemar Ferreira da Silva de mans del bicampió olímpic de vela, Torben Grael, el màxim honor concedit pel Comitè Olímpic del Brasil a l'atleta que porta amb ell els valors de l'esport, la moral. i l'ètica. Pel seu exemple i la seva contribució a l'esport brasiler, Vanderlei va ser l'escollit per encendre el peveter olímpic durant la cerimònia d'obertura dels Jocs Olímpics de Rio de Janeiro, el 2016.